# هیل (کلرادو)
هیل (به انگلیسی: Hale) یک منطقهٔ مسکونی در ایالات متحده آمریکا است که در شهرستان یوما، کلرادو واقع شده‌است. هیل ۱٬۰۹۸ متر بالاتر از سطح دریا واقع شده‌است.